# David Andersen (calciatore)
David Andersen (19 giugno 1894 – 24 luglio 1964) è stato un calciatore norvegese, di ruolo attaccante.

## Carriera

### Club
Andersen vestì la maglia del Frigg. Con questa maglia, vinse due edizioni della Norgesmesterskapet: 1914 e 1916.

### Nazionale
Conta 9 presenze per la Norvegia. Esordì il 3 novembre 1912, nella sconfitta per 4-2 contro la Svezia.

## Palmarès

### Club

#### Competizioni nazionali
- Coppa di Norvegia: 2

Frigg: 1914, 1916